# Tau Sagittarii
Tau Sagittarii is een ster in het sterrenbeeld Boogschutter. Het is een K1 type reuzenster met tussen 1,5 en 2 zonnemassas aan massa.
Tau Sagittarii staat van alle sterren het dichtst bij de richting waaruit het Wow!-signaal kwam.

## Meest oostelijke ster van de theepot
Tau Sagittarii is de meest oostelijke ster van het gemakkelijk herkenbare asterisme Theepot (Teapot) dat het centrale gedeelte van het sterrenbeeld Boogschutter inneemt. Tau Sagittarii vormt de zuidelijkste hoek in de bocht van het handvat van de theepot, en klimt tijdens de culminatie, gezien vanuit de Benelux, tot 11 graden boven de zuidelijke horizon.

## Gidssterren
Tau Sagittarii kan samen met Ascella als een koppel gidssterren fungeren om op zoek te gaan naar de zuidelijker gelegen sterren Alpha en Gamma Coronae Australis, die, tijdens het culmineren en gezien vanuit de Benelux, tot slechts 1 en 2 graden boven de zuidelijke horizon klimmen. Een zeer transparante atmosfeer is vereist, evenals een vlakke horizon, om beide sterren van het sterrenbeeld Zuiderkroon met behulp van telescopen of verrekijkers te zien te krijgen.